# 梓潼郡 (北魏)
梓潼郡，中国南北朝时设置的郡。
南朝齐武帝永明八年（490年）之前置北梓潼郡、南梓潼郡，属梁州，荒或无民户。北魏在正始三年（506年），攻灭武兴国，在今陕西省汉中市略阳县，改为东益州。北梓潼郡、南梓潼郡合为梓潼郡，下辖华阳县、兴宋县。治关城（今陕西宁强县西北平阳关）。辖境相当今陕西省宁强县西北部。后废。